# Bradley-Land

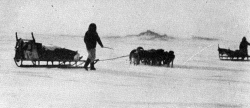
Fotografie von 1909 mit dem vermeintlichen Bradley-Land im Hintergrund

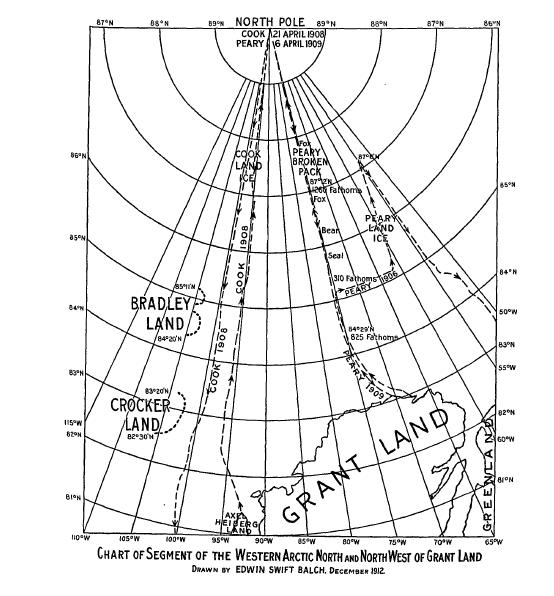
Karte mit Bradley-Land und der von Robert Peary gesichteten Phantominsel Crocker-Land

Bradley-Land ist der Name einer Phantominsel im Nordpolarmeer. Der Polarforscher Frederick Cook gab an, auf seiner Nordpol-Expedition 1909 nördlich von Grönland zwischen 84° 20′ N, 102° 0′ W und 85° 11′ N, 102° 0′ W zwei größere Landmassen gesichtet zu haben, die womöglich verbunden seien. Er benannte sie nach seinem Sponsor John R. Bradley.
Cook veröffentlichte zwei Fotos von Bradley-Land. Heute ist bekannt, dass an der angegebenen Position kein Land existiert. Möglich ist eine Verwechslung mit der Axel-Heiberg-Insel, was einen erheblichen Navigationsfehler voraussetzt, oder eine Fehlinterpretation von aufgetürmtem Eis. Zwei Inuit, die Cook begleiteten, gaben später an, die fraglichen Fotografien seien in der Nähe der Axel-Heiberg-Insel entstanden.